# Шордауші
Шорда́уші (рос. Шордауши, чув. Шуртавăш) — присілок у складі Цівільського району Чувашії, Росія. Входить до складу Булдеєвського сільського поселення.
Населення — 93 особи (2010; 113 у 2002).
Національний склад:
- чуваші — 98 %